# Sakurai Ayu
Sakurai Ayu (桜井 あゆ 15 tháng 4 năm 1991 –) là một diễn viên sân khấu và cựu nữ diễn viên khiêu dâm người Nhật Bản. Cô sinh ra tại tỉnh Miyazaki, và thuộc về công tiT-Powers.